# 라산역
라산역(羅山驛)은 조선민주주의인민공화국 함경남도 락원군에 위치한 평라선의 역이다.

## 연혁
- 일자 불명: 영업 개시